# Ch’ilbo-san
Ch’ilbo-san (kor. 칠보산) – pasmo górskie w północno-wschodniej części Korei Północnej w prowincji Hamgyŏng Północny.
W 2000 roku Ch’ilbo-san zostało wpisane na północnokoreańską listę informacyjną UNESCO – listę obiektów, które Korea Północna zamierza rozpatrzyć do zgłoszenia do wpisu na listę światowego dziedzictwa UNESCO.

## Nazwa
Ch’ilbo oznacza „siedem ukrytych skarbów”. Według legendy w górach ukryte jest siedem skarbów. Pasmo określane jest również mianem „Gór Diamentowych Hamgyŏngu Północnego”.

## Opis
Pasmo powstało ok. 1 miliona lat temu wskutek aktywności wulkanu Pektu-san. Skały magmowe zostały poddane silnej erozji wiatrowej i spłukiwaniu, tworząc formacje skalne o fantastycznych kształtach. Nazwy wielu formacji – np. „królik”, „żółw” czy „generał” – oddają ich kształty.
Pasmo zajmuje powierzchnię 250 km² i dzieli się na trzy obszary: Ch’ilbo Wewnętrzne, Zewnętrzne i Morskie. Najwyższym szczytem jest Sangmae (1103 m n.p.m.). W górach występuje 750 gatunków roślin, 40 gatunków ptaków i 10 gatunków gadów. W obszarze tym ochroną objęto 11 pomników przyrody.     
W Ch’ilbo znajduje się klasztor buddyjski Kaesim sa założony w 826 roku.
W 2000 roku Ch’ilbo-san zostało wpisane na północnokoreańską listę informacyjną UNESCO – listę obiektów, które Korea Północna zamierza rozpatrzyć do zgłoszenia do wpisu na listę światowego dziedzictwa UNESCO.